# 新疆生产建设兵团第七师一三七团
新疆生产建设兵团第七师一三七团是中华人民共和国新疆生产建设兵团第七师下辖的一个团。

## 行政区划
新疆生产建设兵团第七师一三七团下辖以下单位：
团部、煤矿社区、一连、三连、四连、六连、七连、九连、十连、牧场、沥青矿生活区和电站生活区。